# 中直腸動脈
中直腸動脈（Arteria rectalis media）為骨盆內的一條動脈，負責供養直腸的血液。

## 解剖

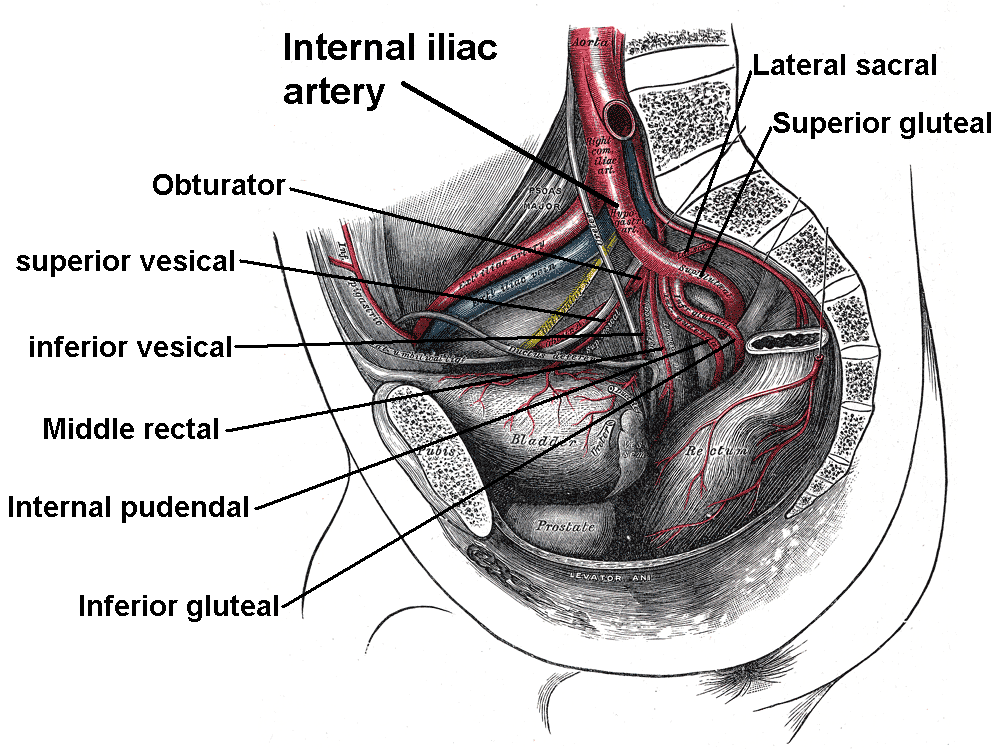
內髂動脈的分支，其中有中直腸動脈

中直腸動脈源自髂内动脉，通常會與下膀胱動脈一同離開髂内动脉，之後才分開。本動脈主要供養直腸，並會與下膀胱動脈、上直腸動脈、下直腸動脈等動脈形成動脈吻合。
男性的中直腸動脈會分出分支供應前列腺及精囊，女性則供應陰道。

## 附加圖像

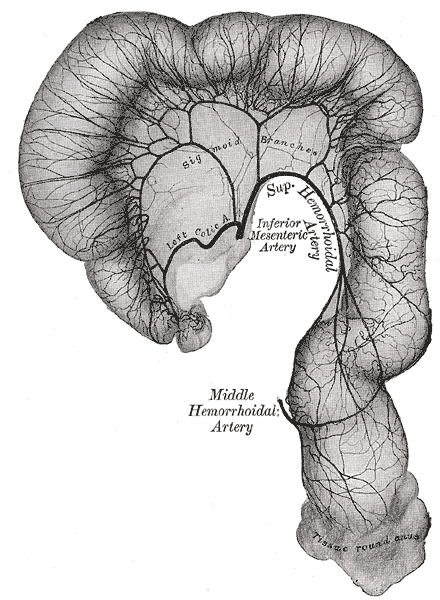
乙狀結腸及直腸
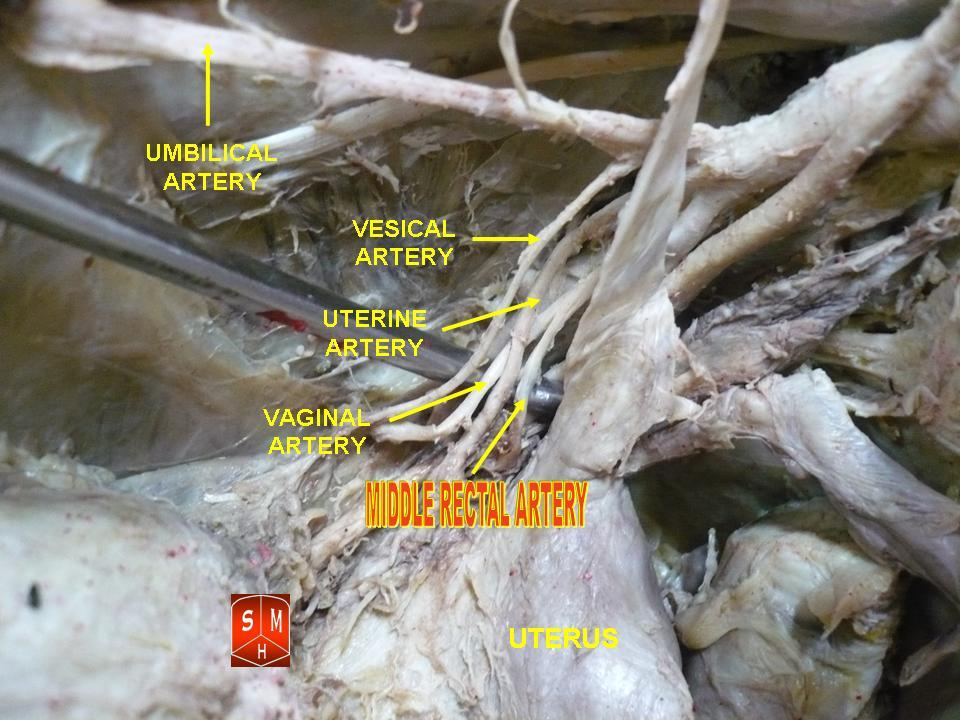
中直腸動脈

## 外部連結
- 人体解剖学在线（Human Anatomy Online）网站上的相关图片：43:13-0302 - "The Female Pelvis: Branches of Internal Iliac Artery"
- （英文）pelvis 在韦斯利诺曼的解剖课上（乔治城大学） (pelvicarteries)